# Макура (острів)
Макура, місцева назва Макіра, — невеликий населений острів у провінції Шефа Вануату в Тихому океані. Макура є у складі архіпелагу островів Шеперд. 

## Географія
Орієнтовна висота місцевості над рівнем моря становить приблизно 132 метрів.  Макура насправді є вершиною прадавнього вулкана. Іншими існуючими краями стародавнього вулканічну, є сусідні острови Емае і Матасо .

## Населення
Станом на 2015 рік офіційно місцеве населення становило 93 особи в 19 домогосподарствах.  Основною мовою острова є намакура або намакір.